# Anett Kontaveit
Anett Kontaveit (pronúncia estoniana: [aˈnetː ˈkon.taˈveit]; nascida em 24 de dezembro de 1995) é uma ex-tenista profissional estoniana. Ela foi classificada como a número 2 do mundo pela Women's Tennis Association (WTA), que ela alcançou pela primeira vez em 6 de junho de 2022, tornando-a a jogadora estoniana com melhor classificação na história. Em 2021, ela se tornou a primeira estoniana a participar de um WTA Finals, onde chegou à final. Kontaveit também detém a classificação mais alta da carreira, nº 95 em duplas, conquistada em 2 de março de 2020.
Kontaveit ganhou seis títulos de simples no WTA Tour, bem como dezessete títulos de simples e cinco de duplas no Circuito Feminino da ITF. Ela produziu seu melhor desempenho em um torneio Major ao chegar às quartas de final no Australian Open de 2020 quando perdeu para Simona Halep. Ela também alcançou duas finais de torneios WTA 1000 no Wuhan Open de 2018 quando perdeu para Aryna Sabalenka e no Qatar Open de 2022 quando perdeu para Iga Swiatek.

## Carreira

### 2011: Primeiro título do Circuito ITF
Kontaveit teve sucesso na turnê júnior em 2011, sendo sua melhor performance em Grand Slam do ano em Roland Garros. Lá, ela chegou às quartas de final com vitórias sobre o número 6 do mundo, Danka Kovinić, e a futura campeã júnior de Wimbledon, Ashleigh Barty. Nas quartas de final, ela perdeu para Irina Khromacheva, vice-campeã júnior de Wimbledon. Ela também venceu o Campeonato Europeu Júnior de Sub-16 ao lado de Tatjana Vorobjova [en], de 14 anos, em duplas femininas; elas venceram as primeiras cabeças de chave tchecas Barbora Krejcíková e Petra Rohanová.
Kontaveit também fez algumas aparições no circuito profissional; ganhando seu primeiro título da ITF em seu evento caseiro em Tallinn em janeiro, derrotando Zuzana Luknárová na final. Ela também chegou à final em duplas, em parceria com a compatriota Maret Ani.
Kontaveit foi escolhida para a equipe da Fed Cup da Estônia [en] em 2011, mas perdeu suas duas partidas de simples na eliminatória do Grupo Mundial II contra a Espanha.
Em agosto, Kontaveit conquistou seu segundo título no Savitaipale Open na Finlândia, onde derrotou a holandesa Lisanne van Riet na final. Ela continuou em outubro com um terceiro título de US$ 10.000 no Djursholm Tennis Club Stockholm Open como uma jogadora não cabeça de chave. Ela derrotou a cabeça-de-chave Marion Gaud nas quartas de final e, em seguida, a sétima cabeça-de-chave Syna Kayser na final. Em dezembro, Kontaveit venceu o Orange Bowl, um torneio de Grau A no Circuito ITF Júnior, onde venceu Eugenie Bouchard e Yulia Putintseva (ambas entre as 300 melhores do ranking da WTA) a caminho do título. Sua classificação júnior subiu para o 9º lugar, o recorde de sua carreira.

### 2012: Final do US Open Júnior
Kontaveit começou o ano no Traralgon International, um torneio feminino sub-18 na Austrália. Semeada em segundo lugar, ela alcançou a terceira rodada, onde perdeu para Taylor Townsend. No Australian Open Júnior, ela derrotou Miho Kowase e Lee So-ra [en] para avançar para a terceira rodada, antes de perder mais uma vez para a eventual campeã Taylor Townsend.
Pelo segundo ano, Kontaveit foi escolhida para a seleção da Fed Cup da Estônia [en] - ela jogou na Zona Europa/África Grupo I, onde conquistou duas das maiores vitórias de sua carreira na época. Ela obteve a única vitória da Estônia contra a Áustria e se tornou a jogadora com classificação mais baixa a vencer um jogador do top 50 em sete anos, com sua vitória por sets diretos sobre Tamira Paszek da Áustria - no entanto, a Estônia não conseguiu vencer nenhuma das disputas. Nos play-offs de rebaixamento, ela conquistou a única vitória da Estônia na eliminatória contra a Holanda sobre Bibiane Schoofs [en], mas apesar das atuações de Kontaveit, a Estônia foi rebaixada para o Grupo III do Zonal Europa/África.
Kontaveit recebeu um "wild card" para a chave qualificatória de seu primeiro torneio no WTA Tour, o Aberto da Dinamarca em Copenhague, onde venceu duas partidas, antes de perder na rodada final para Annika Beck.
Ela obteve bons resultados no campeonato Junior de Grand Slams, chegando às semifinais do Aberto da França de simples femininas, perdendo para a eventual campeã Annika Beck. Em Wimbledon, ela alcançou sua segunda semifinal principal júnior consecutiva, onde perdeu para a eventual campeã Eugenie Bouchard.
Em agosto, ela conquistou seu quarto título de US$ 10.000 em San Luis Potosí, derrotando a "wilda card" Victoria Rodríguez na final, em dois sets.
Kontaveit se tornou a primeira estoniana a chegar à final feminina individual no US Open, mas foi derrotada em dois sets por Samantha Crawford.

### 2013: Último ano júnior, top 250
Kontaveit começou seu último ano no tênis júnior no Australian Open. Depois de algumas vitórias convincentes, incluindo adversários de alto escalão, como Antonia Lottner e Anna Danilina, ela perdeu nas semifinais para Kateřina Siniaková.
Em março, Kontaveit recebeu um "wikd card" na chave principal do Miami Open devido ao seu contrato de gestão com a IMG [en]. Ela perdeu para Christina McHale em dois sets.
Ela jogou o resto do ano em torneios da ITF, ganhando quatro títulos das cinco finais que alcançou, incluindo seu primeiro título de US$ 25.000 em Moscou. Esses resultados a ajudaram a entrar no top 250 do mundo pela primeira vez aos 18 anos.

### 2014: Vitórias na ITF, mononucleose
Kontaveit começou o ano como nº 249 no ranking da WTA. Em janeiro, ela se classificou para seu primeiro torneio do WTA Tour, o Auckland Open, perdendo para Sachie Ishizu [en] em três sets na primeira rodada da chave principal.
Ela então jogou a Fed Cup em Tallinn, vencendo 49 jogos consecutivos em três partidas da Fed Cup e duas partidas no evento ITF da semana seguinte em sua cidade natal. Depois de perder na final para Timea Bacsinszky, ela jogou outro evento da ITF em Moscou, onde perdeu na final para Aliaksandra Sasnovich. Após desempenhos medíocres no Miami Open e no evento WTA em Monterrey, ela teve um bom desempenho em uma série de torneios da ITF no saibro verde nos Estados Unidos. Ela segurou dois match points para chegar à final de um torneio em Indian Harbor Beach, mas perdeu a partida para Taylor Townsend, a eventual campeã. Kontaveit perdeu na última rodada da qualificatória para o Aberto da França.
Kontaveit se classificou para Wimbledon pela primeira vez em 2014. Ela chegou a ter o "match point" na primeira rodada contra Casey Dellacqua, mas perdeu a partida em três sets. Ela então se classificou para o Aberto da Suécia, vencendo a cabeça de chave Alizé Cornet na primeira rodada. Ela perdeu na segunda rodada para Jana Čepelová.
Kontaveit viajou para a América do Norte e jogou em um evento da ITF em Vancouver, recebendo um wildcard no Aberto do Canadá, porém não jogou novamente no restante do ano após ser diagnosticado com mononucleose infecciosa. No final da temporada, Kontaveit encontrou um novo treinador no australiano Paul McNamee e começou a treinar em Istambul na KozaWOS Academy.

### 2015: Recuperação, 4ª rodada de Wimbledon e top 100
Após um longo período de treinamento na Austrália até o final de 2014, o primeiro torneio de Kontaveit desde o Aberto do Canadá foi o Auckland Open, onde perdeu para Urszula Radwańska em três sets. Ela então jogou seu primeiro Australian Open, derrotando Paula Kania na primeira rodada da qualificatória antes de perder uma partida disputada contra Evgeniya Rodina.
Kontaveit voltou à Estônia para jogar a Fed Cup, aparentemente ainda sofrendo de uma doença, pois teve um desempenho ruim e lutou para vencer adversários de classificação muito inferior. Ela fez um forte retorno ao Circuito ITF em sua base de treinamento em Istambul, onde chegou às semifinais, repetindo seu melhor resultado antes de perder para Shahar Pe'er. Ela então foi para Wiesbaden, na Alemanha, onde foi derrotada por Adrijana Lekaj [en], vencendo apenas três games. Kontaveit então foi para La Marsa [en], na Tunísia, onde perdeu para Romina Oprandi na fase semifinal. Participando da qualificatória para o Aberto da França novamente, ela derrotou Katerina Stewart [en], antes de perder para a "wild card" francesa Clothilde de Bernardi [en].
Kontaveit iniciou a temporada de grama em Eastbourne e venceu o evento de US$ 50.000, seu maior título da ITF, sem perder um set. Ela então continuou esta forma em Surbiton, chegando às semifinais antes de perder uma partida de três sets para Naomi Osaka. Ela então se classificou e chegou às semifinais em Ilkley, derrotando jogadoras como Zhu Lin, Jelena Ostapenko e Wang Yafan. No entanto, ela perdeu para Magda Linette depois de liderar por 5–1 no terceiro set e segurar um match point contra. Apesar da derrota, Kontaveit teve o maior número de vitórias de qualquer jogador na grama, e esta forma garantiu a ela um "wild card" na chave principal para Wimbledon. Ela perdeu na primeira rodada para a ex-nº 1 do mundo, Victoria Azarenka.
Kontaveit jogou três torneios WTA depois de Wimbledon, o Aberto da Suécia, a Istanbul Cup e a Baku Cup. Apesar das participações decepcionantes em simples, incluindo derrotas para Olga Govortsova, Melis Sezer [en] e Karin Knapp, ela fez sua primeira semifinal WTA em duplas em Istambul, fazendo parceria com Elizaveta Kulichkova após receber uma oferta de "wild card". No Vancouver Open, Kontaveit se classificou e venceu Zhang Shuai e Patricia Maria Țig antes de perder para Alla Kudryavtseva nas quartas de final.
Kontaveit teve sua primeira participação em Grand Slam no US Open. Começando como jogadora não cabeça de chave na qualificatória, ela venceu Stephanie Vogt, María Teresa Torró Flor e Naomi Broady para se classificar para a chave principal. Lá, Kontaveit venceu Casey Dellacqua, a 31ª cabeça de chave Anastasia Pavlyuchenkova e Madison Brengle para chegar à quarta rodada propriamente dita, onde perdeu para a 23ª cabeça de chave Venus Williams, em dois sets. Com este resultado Kontaveit entrou no top 100 pela primeira vez, subindo mais de 60 posições.
Ela terminou o ano participando de torneios WTA em Guangzhou, Tashkent e Luxemburgo. No entanto, uma lesão na coxa prejudicou seu desempenho nos últimos eventos e ela encerrou a temporada com uma desistência na qualificatória em Luxemburgo

### 2016: Fora do top 100
Kontaveit começou a temporada nas quartas de final no Shenzhen Open antes de perder na primeira rodada do Australian Open para Garbiñe Muguruza. Depois de perder na primeira rodada do Aberto do México para a quarta cabeça de chave Johanna Konta, ela chegou às semifinais em Monterrey, perdendo lá para Kirsten Flipkens; no entanto, ela não conseguiu se classificar para Indian Wells e Miami. Ela também perdeu na primeira rodada do Aberto da França para Venus Williams.
Durante sua temporada em quadra de grama, Kontaveit chegou às quartas de final no Nottingham Open (perdendo para Alison Riske) e se classificou para o Eastbourne International (perdendo na primeira rodada para Anna-Lena Friedsam) antes de perder na primeira rodada de Wimbledon para Barbora Strýcová. Seus próximos seis torneios (incluindo o US Open) também terminaram com eliminações antecipadas; portanto, sua classificação despencou e ela saiu do top 100. Seu melhor desempenho no final do ano foi uma semifinal no Guangzhou International Open.

### 2017: Primeiro título WTA e top 40
Kontaveit começou a temporada em 121º lugar. Seu primeiro torneio foi o Australian Open, ela foi nomeada uma das sete reservas na lista de inscritos, e tirou proveito de uma série de desistências para chegar à chave principal. Ela perdeu para Maria Sakkari na primeira rodada. Ela então venceu o Open Andrézieux-Bouthéon 42 [en], batendo Ivana Jorović [en] na final. Depois disso, ela entrou na chave principal do Hungarian Ladies Open vinda da qualificatória, perdendo para a eventual semifinalista Julia Görges na primeira rodada.
No Indian Wells Open, Kontaveit entrou na chave principal vinda da qualificatória e venceu a número 47 do mundo, Misaki Doi, na primeira rodada, antes de cair para a número 19, Anastasia Pavlyuchenkova. Seu próximo torneio foi o Miami Open, onde, mais uma vez vinda da qualificatória, ela venceu Kurumi Nara [en] e registrou uma vitória contra a cabeça de chave número 32 e número 35 do mundo, Ekaterina Makarova, antes de perder para a cabeça de chave número 3, Simona Halep em sets diretos. Classificada como nº 99 do ranking, Kontaveit alcançou sua primeira final de nível WTA Tour em seu próximo torneio, o Ladies Open Biel Bienne, derrotando a ex-nº 38 mundial, Heather Watson, Evgeniya Rodina, Elise Mertens e Aliaksandra Sasnovich no caminho. Ela então perdeu para a outra finalista Markéta Vondroušová. Bons resultados se seguiram quando ela se classificou para Stuttgart e chegou às quartas de final lá. Como vinda da qualificatória, ela também entrou em Madri e Roma, chegando às quartas de final nesta última, que foi sua primeira quartas de final em um torneio Premier 5. Ela perdeu para Simona Halep, mas venceu a número 1 do mundo, Angelique Kerber, no caminho. Ela seguiu com uma aparição na segunda rodada do Aberto da França, derrotando Monica Niculescu antes de perder para Garbiñe Muguruza.
Em seu primeiro torneio em quadra de grama de 2017, o Rosmalen Open, Kontaveit alcançou sua segunda final do ano. No caminho, ela conquistou vitórias sobre a sexta cabeça de chave Kristýna Plíšková, a ex-semifinalista de Wimbledon Kirsten Flipkens, Carina Witthöft e a sétima cabeça de chave Lesia Tsurenko. Na final, ela venceu Natalia Vikhlyantseva [en] para conquistar seu primeiro título de torneio WTA e garantir sua estreia entre as Top 40.

### 2018: Primeira final de Premier-5
Kontaveit começou a nova temporada no Brisbane International perdendo na segunda rodada para Aliaksandra Sasnovich. Em Sydney, ela se retirou na qualificatória devido a uma insolação.
No Australian Open, ela derrotou Aleksandra Krunić e Mona Barthel para avançar para a terceira rodada, onde enfrentou a número 7 do mundo, Jelena Ostapenko. Kontaveit a derrotou para avançar para a quarta rodada em Melbourne pela primeira vez; no entanto, na sequência, ela perdeu para Carla Suárez Navarro.
Na primavera em quadras de saibro, ela chegou às semifinais de Stuttgart e também em Roma, onde derrotou a nº 9 do mundo, Venus Williams, e a nº 2 do mundo, Caroline Wozniacki, no mesmo torneio. No Aberto da França, ela foi a 25ª cabeça de chave e chegou à quarta rodada no segundo torneio do Grand Slam consecutivo, perdendo para a eventual finalista Sloane Stephens.
Kontaveit contratou Nigel Sears [en] como seu novo treinador no início da temporada em quadra de grama, mas não conseguiu defender seu título do Rosmalen Open, perdendo na primeira rodada para Veronika Kudermetova. Ela chegou à terceira rodada de Wimbledon perdendo para Alison Van Uytvanck.
Na Rogers Cup, ela perdeu para Petra Kvitová em dois sets e perdeu na terceira rodada do Cincinnati Open para a eventual campeã Kiki Bertens. No US Open, ela perdeu na primeira rodada para Kateřina Siniaková.
Em 1º de outubro de 2018, ela alcançou sua melhor classificação de simples, no 21º lugar, após terminar como vice-campeã no Wuhan Open. Durante o torneio, ela venceu Sloane Stephens, Donna Vekic, Zhang Shuai, Kateřina Siniaková e Wang Qiang para chegar à final, onde perdeu em dois sets para Aryna Sabalenka.
Ela ficou de "bye" na segunda rodada do China Open, após chegar à final de Wuhan. Mais tarde, ela foi derrotada por Caroline Wozniacki na terceira rodada. Ela terminou a temporada sendo eliminada na fase round-robin do WTA Elite Trophy, após perder para Elise Mertens e vencer Julia Görges.

### 2019: Semifinal do Miami Open, top 15 e doença
Kontaveit começou o ano chegando às quartas de final do Brisbane International vencendo Suarez Navarro e Kvitová antes de perder para a eventual finalista Lesia Tsurenko. Ela então perdeu para Elise Mertens na segunda rodada do Sydney International. Como 20ª cabeça de chave no Australian Open, ela venceu Sara Sorribes Tormo e perdeu na segunda rodada para Aliaksandra Sasnovich.
Durante a temporada do Oriente Médio, ela perdeu na segunda rodada do Qatar Open para Angelique Kerber. Como 15ª cabeça de chave em Dubai, ela perdeu na primeira rodada para Zhang Shuai.
Kontaveit então passou para os torneios Sunshine Double em Indian Wells e Miami. Como 21ª cabeça de chave, ela chegou à quarta rodada no Indian perdendo para Karolína Plíšková em três sets. Ela então participou do Miami Open. Novamente como 21ª cabeça de chave, ela derrotou Amanda Anisimova, Ajla Tomljanovic e a campeã de Indian Wells, Bianca Andreescu, para chegar às quartas de final do Premier Obrigatório. Ela derrotou a 27ª cabeça de chave Hsieh Su-wei, apesar de estar perdendo no terceiro set. Ela então enfrentou Ashleigh Barty, mas perdeu em dois sets. Esses resultados impulsionaram sua classificação do 20º para o 14º lugar e a tornaram a jogadora estoniana com melhor classificação na história, homem ou mulher, e ultrapassou o 15º lugar da carreira da compatriota Kaia Kanepi.
Em seu primeiro evento em quadra de saibro da temporada, ela foi a oitava cabeça de chave; no Porsche Tennis Grand Prix, ela derrotou Caroline Garcia em dois sets para enfrentar Anastasia Pavlyuchenkova em uma revanche das quartas de final do ano anterior. Ela a derrotou em dois sets para chegar às quartas de final pelo terceiro ano consecutivo e enfrentar Victoria Azarenka, que se retirou no terceiro set. Isso significa que ela chegou às semifinais pelo segundo ano consecutivo e enfrentaria a número 1 do mundo, Naomi Osaka. No entanto, Osaka desistiu devido a uma lesão abdominal, dando a Kontaveit uma vitória fácil para a final para enfrentar Petra Kvitová. Ela perdeu a final em dois sets.
Ela foi a 14ª cabeça de chave no Madrid Open, no entanto, perdeu na primeira rodada para Aliaksandra Sasnovich em três sets. Seu próximo evento foi o Aberto da Itália, onde entrou  como 15ª cabeça de chave. Ela derrotou Mona Barthel para enfrentar Maria Sakkari na segunda rodada. No entanto, ela perdeu em dois sets. Seus resultados significaram que ela foi classificada como 17ª cabeça de chave no Aberto da França, sua melhor classificação em um evento do Grand Slam, mas ela perdeu na primeira rodada para Karolína Muchová.
Sua primeira partida em quadra de grama terminou em derrota para a sétima cabeça de chave Johanna Konta no Birmingham Classic. Como 16ª cabeça de chave em Eastbourne, ela veio de um primeiro set perdido para derrotar a "wild card" Harriet Dart na primeira rodada para criar um confronto na segunda rodada com Anna-Lena Friedsam, no qual ela foi derrotada em dois sets.
Em Wimbledon, ela foi a 20ª cabeça de chave e derrotou Shelby Rogers na primeira rodada para enfrentar Heather Watson. Ela a derrotou em dois sets para enfrentar Karolína Muchová na terceira rodada; ela perdeu para a tcheca em dois sets.
Depois de tirar o mês seguinte de folga, ela voltou para a Rogers Cup, onde foi a 16ª cabeça de chave. Sua primeira partida foi contra a "wild card" Maria Sharapova. Ela a derrotou em uma luta épica de duas horas e 40 minutos. Ela ganhou um game de serviço de 17 minutos para quebrar Sharapova e sacar para a partida. Na segunda rodada, ela derrotou Carla Suárez Navarro que desistiu no segundo set. Ela perdeu para a terceira cabeça de chave Karolína Plíšková na terceira rodada.
No Cincinnati Open, ela derrotou a 13ª cabeça de chave Angelique Kerber na primeira rodada para enfrentar a adolescente polonesa Iga Swiatek na segunda. Ela a derrotou em dois sets para enfrentar a cabeça de chave e número 2 do mundo, Ashleigh Barty na terceira rodada. Ela perdeu em três sets apertados, apesar de ter sacado para a partida no set final. Com esses resultados, ela garantiu a posição de 21ª cabeça de chave no US Open.
No US Open, Kontaveit abriu o torneio com uma vitória sobre Sara Sorribes Tormo. Ela derrotou Ajla Tomljanović na segunda rodada, mas desistiu da partida da terceira rodada contra Belinda Bencic, 13ª cabeça de chave, devido a uma doença viral.
Ela desistiu de dois eventos Premier, em Zhengzhou e no Pan Pacific Open. Ela também desistiu do Wuhan Open, onde havia chegado à final em 2018. Sua retirada significou que ela cairia na classificação com pontos sendo deduzidos do ano anterior. Mais tarde, ela revelou no Instagram que estava sofrendo de uma doença em curso e uma pequena cirurgia. Ela disse que poderia voltar a tempo para o Linz Open ou para a Kremlin Cup, mas desistiu de ambos.

### 2020: Primeira quarta de final de Major, consistência
Kontaveit começou a temporada no Brisbane International derrotando Hsieh Su-wei, mas perdendo para a sexta cabeça de chave Kiki Bertens em três sets. Em Adelaide, ela perdeu para Anastasia Pavlyuchenkova na primeira rodada, em dois sets. Como 28ª cabeça de chave no Australian Open, ela derrotou Astra Sharma, Sara Sorribes Tormo e depois Belinda Bencic, perdendo apenas um game, para chegar à quarta rodada pela segunda vez em sua carreira. Ela então derrotou Iga Swiatek em três sets para chegar às quartas de final, onde perdeu para Simona Halep. No entanto, com sua vitória na quarta rodada contra Iga Swiatek, ela se tornou a primeira estoniana, homem ou mulher, a chegar às quartas de final no Australian Open, e com o resultado deste torneio ela subiu nove lugares no ranking WTA para 22ª posição. Em seguida, ela foi para Dubai, onde chegou às quartas de final, mas perdeu para Petra Martić.
No primeiro torneio Premier 5 em Doha, ela derrotou Anastasija Sevastova em dois sets antes de perder para a nona cabeça de chave e eventual campeã, Aryna Sabalenka, em uma partida acirrada de três sets.
Kontaveit voltou à turnê em Palermo, o primeiro torneio WTA durante a pandemia de COVID-19. Ela foi a quarta cabeça de chave e derrotou em sua primeira partida, Patricia Maria Țig. Na segunda rodada, ela derrotou Laura Siegemund em três sets para enfrentar a "wild card" italiana  Elisabetta Cocciaretto nas quartas de final que ela venceu em três sets, para chegar à sua primeira semifinal da temporada contra a cabeça de chave Petra Martic. Ela derrotou a croata em dois sets para avançar para sua primeira final da temporada. Lá, ela foi derrotada pela francesa Fiona Ferro em dois sets, apesar de ter chegado a sacar para vencer o segundo set. Mesmo assim, a campanha até a final fez Kontaveit retornar ao top 20.
Como 12ª cabeça de chave no Cincinnati Open, ela derrotou a ex-top 10 Daria Kasatkina, Jil Teichmann e Marie Bouzková, para estabelecer um confronto nas quartas de final contra a ex-número 1 do mundo, Naomi Osaka. Apesar de liderar por um set e uma quebra, ela acabou perdendo a partida em três sets.
Como 14ª cabeça de chave no US Open, ela derrotou Danielle Collins na primeira rodada em três sets. Na segunda rodada, ela venceu a adolescente eslovena  Kaja Juvan e a 24ª cabeça de chave Magda Linette para chegar à quarta rodada do US Open pela segunda vez para enfrentar a quarta cabeça de chave Naomi Osaka. Porém, ela não conseguiu se vingar da derrota anterior, caindo para a eventual campeã em dois sets.
Em seguida, disputou o Aberto da Itália, onde derrotou Caroline Garcia, em dois sets, na primeira rodada, antes de cair para Svetlana Kuznetsova na segunda. No Aberto da França, Kontaveit voltou a enfrentar Garcia na primeira rodada. Garcia no entanto, conseguiu se vingar da 17ª cabeça de chave, que sofreu uma derrota decepcionante em três sets, encerrando a temporada. Seu último evento da temporada foi o Ostrava Open, onde derrotou Ekaterina Alexandrova em três sets antes de perder para Sara Sorribes Tormo, em dois sets.

### 2021: Quatro títulos, vice-campeã do WTA Finals e top 10
Kontaveit começou a nova temporada no evento WTA 500 em Abu Dhabi como décima cabeça de chave, perdendo para Veronika Kudermetova em dois sets.
Na Austrália, Kontaveit foi colocada em quarentena rígida com 72 outros jogadores devido à pandemia de COVID-19, o que significou que ela não foi autorizada a treinar para o próximo Australian Open e teve que ficar em seu quarto de hotel por 14 dias. Ela jogou o WTA 500 Grampians Trophy, onde derrotou Christina McHale, Bethanie Mattek-Sands e Maria Sakkari para chegar à final contra a americana  Ann Li. No entanto, a final não foi disputada devido a dificuldades de agendamento. Como 21ª cabeça de chave no Australian Open, ela derrotou Aliaksandra Sasnovich em dois sets e Heather Watson em três para chegar à terceira rodada. Ela então foi derrotada por Shelby Rogers em dois sets, apesar de ter uma vantagem de 4–1 no primeiro set. Em seguida foi a temporada do Oriente Médio. No WTA 500 Qatar Open, ela derrotou a sétima cabeça de chave e finalista do Australian Open de 2021, Jennifer Brady, em 57 minutos para avançar. Ela então venceu a ex-número 1 do mundo e três vezes campeã do Grand Slam, Angelique Kerber, em uma hora, para chegar às quartas de final, onde perdeu em três sets para a eventual campeã, Petra Kvitová. No WTA 1000 Dubai Championships, ela derrotou Tímea Babos e Sorana Cîrstea para chegar à terceira rodada. Ela então perdeu para Aryna Sabalenka, terceira cabeça de chave, em dois sets.
No Miami Open, ela foi a 22ª cabeça de chave e derrotou Sorana Cîrstea em três sets para chegar à terceira rodada contra a 16ª cabeça de chave Elise Mertens, perdendo novamente em três sets. Sua classificação cairia algumas posições, pois estava defendendo os pontos da semifinal da edição 2019 do torneio. Seu próximo torneio foi o Porsche Tennis Grand Prix, onde foi a finalista de 2019. Em sua partida da primeira rodada, ela derrotou a adolescente alemã Julia Middendorf [en], para marcar uma partida contra a quarta colocada do mundo e terceira cabeça de chave, Sofia Kenin. Ela derrotou a americana chegando às quartas de final, feito que havia conquistado em suas quatro participações anteriores na chave principal do torneio. Nas quartas de final, ela perdeu para Aryna Sabalenka em três sets. Pouco depois do torneio, Kontaveit e Nigel Sears anunciaram uma separação amigável do treinador após três anos juntos.
Em Madri, ela derrotou a sérvia Nina Stojanović [en] para chegar à segunda rodada, onde foi derrotada pela 16ª cabeça de chave Maria Sakkari, em dois sets. Ela desistiu do Aberto da Itália devido à exaustão e não jogou outro torneio de saibro nas semanas até Roland Garros. Como 30ª cabeça de chave no Aberto da França, ela derrotou Viktorija Golubic em três sets para avançar para a segunda rodada, onde derrotou Kristina Mladenovic em dois sets para chegar à terceira rodada. Lá, ela perdeu para a defensora do título e oitava cabeça de chave Iga Świątek. Seu próximo torneio foi o evento de quadra de grama WTA 500 em Eastbourne. Ela derrotou Svetlana Kuznetsova e a terceira cabeça de chave Bianca Andreescu, sua segunda vitória entre as 10 primeiras da temporada e 13ª no geral, para chegar às quartas de final. Lá, ela venceu novamente Golubic em três sets difíceis para chegar à sua segunda semifinal da temporada contra Camila Giorgi. Ela chegou à final após a desistência de Giorgi, mas perdeu para Jelena Ostapenko. Em Wimbledon, foi derrotada na primeira rodada por Markéta Vondroušová, em três sets.
Sua estreia nos Jogos Olímpicos de Tóquio foi interrompida, após ser derrotada por Maria Sakkari na primeira rodada, apesar de liderar no primeiro set. Seu próximo torneio foi a edição do Canadian Open da Rogers Cup no Canadá, onde foi derrotada pela americana Jessica Pegula na primeira rodada, apesar de ter liderado por um set e uma quebra.
Ela começou um teste de treinador com o ex-jogador Dmitry Tursunov, ex-treinador de Aryna Sabalenka. No Cincinnati Open ela foi derrotada pela número 20 do mundo, Ons Jabeur, na primeira rodada. Seus resultados melhoraram na semana seguinte no torneio WTA 250 de Cleveland. Como segunda cabeça de chave, ela derrotou Lauren Davis, Caroline Garcia, Kateřina Siniaková e Sara Sorribes Tormo para chegar à sua terceira final da temporada contra Irina-Camelia Begu. Ela derrotou Begu em dois sets para ganhar seu segundo título na carreira. Como 28ª cabeça de chave no US Open, ela chegou à terceira rodada pela terceira vez em um torneio do Grand Slam na temporada, onde perdeu novamente para a sétima cabeça de chave Iga Świątek.
No Ostrava Open, ela conquistou seu terceiro título WTA da carreira e o segundo na temporada sem perder um set. Ela derrotou a cabeça de chave nº 3, Belinda Bencic, nas quartas de final, a favorita local, nº 10 do mundo, cabeça de chave nº 2 do torneio, Petra Kvitová, nas semifinais (sua terceira vitória entre as 10 primeiras da temporada) e a quarta cabeça de chave Maria Sakkari na final (sua quinta vitória entre as 20 primeiras da temporada). Este foi o maior título do WTA Tour da temporada e de sua carreira desde seu primeiro título em 2017.
No Chicago Open, ela derrotou Madison Brengle em dois sets, então desistiu antes de sua partida da segunda rodada alegando uma distensão na coxa. Seu próximo torneio foi em Indian Wells, onde ela foi a 18ª cabeça de chave. Em sua partida da primeira rodada, ela derrotou Martina Trevisan para enfrentar a 16ª cabeça de chave e defensora do título Bianca Andreescu; ela derrotou a canadense e chegou à quarta rodada pela segunda vez na carreira. Ela então derrotou a vinda da qualificatória Beatriz Haddad Maia para chegar às quartas de final pela primeira vez. Ela perdeu para Ons Jabeur em dois sets. Esse resultado fez com que ela voltasse ao top 20, pela primeira vez desde 2020.
O próximo torneio de Kontaveit foi a Kremlin Cup, onde ela recebeu um "wild card". Como a nona cabeça de chave, ela derrotou Kateřina Siniaková e Andrea Petkovic para chegar às quartas de final. Ela derrotou Garbiñe Muguruza para chegar às semifinais. Ela derrotou a medalhista olímpica de prata Markéta Vondroušová em dois sets para chegar à sua quinta final da temporada. Lá ela derrotou Ekaterina Alexandrova em três sets (vindo de quatro games a menos no segundo set) para ganhar seu terceiro título da temporada e o quarto título WTA. Este resultado a impulsionou de volta ao 14º lugar no mundo e igualou o recorde de sua carreira. Isso também a colocou na disputa para chegar ao WTA Finals, já que ela alcançou o décimo lugar na corrida.
Kontaveit então foi para o Transylvania Open. Como segunda cabeça de chave em Cluj-Napoca, ela derrotou Aleksandra Krunić, Alison Van Uytvanck, Anhelina Kalinina e Rebecca Peterson para chegar à sua sexta final do ano. Ela derrotou Simona Halep em dois sets na final, conquistando seu quarto título do ano (todos no espaço de seus últimos sete torneios). Sua vitória na final foi a 26ª nas últimas 28 partidas. Como resultado, Kontaveit garantiu a última vaga no WTA Finals de 2021, ultrapassando Jabeur, ao mesmo tempo em que garantiu sua estreia entre as 10 primeiras, alcançando um novo recorde na carreira de número 8 do mundo, em 1 de novembro de 2021. Kontaveit perdeu para Garbiñe Muguruza durante a fase de round robin, mas derrotou Barbora Krejcíková e Karolína Plíšková, em dois sets, para terminar em primeiro em seu grupo e avançar para as semifinais. Ela então derrotou Maria Sakkari para chegar à maior final de sua carreira, chegando a um recorde invicto de 7-0 nas semifinais deste ano. Ela se tornou a primeira tenista estoniana, homem ou mulher, a se classificar e chegar à final de um torneio de fim de ano. Sua vitória na semifinal sobre Sakkari foi sua 48ª vitória na temporada, empatando com Ons Jabeur no maior número de vitórias em 2021. Ela perdeu para Muguruza na partida do campeonato, terminando sua temporada de estreia em 7º lugar no ranking mundial.

### 2022: Número 2 do mundo, mudança de treinador, dificuldades após Covid, sexto título
Kontaveit começou no Sydney International como a quarta cabeça de chave. Ela começou sua campanha derrotando Zhang Shuai, Elena-Gabriela Ruse e Ons Jabeur para chegar às semifinais. No entanto, ela foi derrotada pela terceira cabeça de chave Barbora Krejcíková, no "tiebreak" do último set, apesar de ter tido sete match points.
Como 7ª cabeça de chave no Australian Open, ela foi considerada a favorita após sua boa forma no final de 2021. Ela derrotou Kateřina Siniaková na primeira rodada, mas foi derrotada pela adolescente dinamarquesa e estrela em ascensão, Clara Tauson, na segunda.
Continuando uma sequência de vitórias em quadra dura coberta em 2021- Kontaveit venceu o St. Petersburg Ladies' Trophy como segunda cabeça de chave, chegando à final após derrotar Jil Teichmann, Sorana Cîrstea, Belinda Bencic e Jelena Ostapenko. Ela derrotou a cabeça de chave, Maria Sakkari, na final, em três sets, e alcançou o 5º lugar na carreira.
Kontaveit então jogou no Qatar Ladies Open e derrotou Ana Konjuh, Elise Mertens, Ons Jabeur e a recente campeã do Dubai Tennis Championships, Jelena Ostapenko, para chegar à final. Esta foi sua segunda final de um WTA 1000 - depois de Wuhan em 2018. Ela foi derrotada por Iga Swiatek. Essa campanha ajudou sua classificação a subir para o 4º lugar no mundo, o recorde de sua carreira.
Kontaveit então passou por uma queda na forma, perdendo na terceira e segunda rodadas no Sunshine Double - caindo para a 30ª cabeça de chave Markéta Vondroušová em Indian Wells e uma jogadora americana não cabeça-de-chave,  Ann Li em Miami, respectivamente. No Stuttgart Grand Prix, ela chegou às quartas de final, antes de perder para Aryna Sabalenka em três sets, em uma revanche das quartas de final do ano passado. Ela então desistiu do Madrid Open após contrair COVID-19; esse período de doença a levou a relatar problemas de condicionamento físico, como problemas respiratórios durante os meses de verão. No retorno, ela participou do Aberto da Itália, onde perdeu para Petra Martić na segunda rodada, após ficar de "bye" na primeira.
Quinta cabeça de chave no Aberto da França, Kontaveit perdeu para Ajla Tomljanović na primeira rodada. Apesar disso, ela alcançou o segundo lugar no ranking mundial, o mais alto de sua carreira, em 6 de junho de 2022. Ela anunciou sua separação de seu técnico Dmitry Tursunov após a conclusão do torneio, pois ele tem dificuldade em viajar para eventos com ela devido a dificuldades de visto de pessoas possuindo cidadania russa. Kontaveit revelou mais tarde que teve COVID-19 depois de Stuttgart, o que afetou seu jogo nos torneios seguintes em Roma e no Aberto da França. Ela não jogou torneios de preparação na grama antes do Torneio de Wimbledon de 2022. Kontaveit começou a trabalhar com um novo treinador, o alemão Torben Beltz [en].
Em Wimbledon, como segunda cabeça de chave, ela derrotou Bernarda Pera na primeira rodada, mas perdeu para a cabeça de chave Jule Niemeier [en] na segunda.
Kontaveit recebeu uma entrada tardia como "wild card" no Hamburg European Open, onde derrotou Irina Bara [en] e Rebecca Peterson para chegar às quartas de final. Então ela chegou às semifinais depois que Andrea Petkovic se retirou. Depois disso, ela venceu Anastasia Potapova para chegar à sua terceira final da temporada e a primeira desde fevereiro. Na final, perdeu para Bernarda Pera.
No US Open, Kontaveit chegou ao torneio como segunda cabeça de chave e venceu  Jaqueline Cristian na primeira rodada. Ela foi então derrotada na segunda rodada pela 23 vezes campeã de Majors Serena Williams, que estava jogando em seu torneio final; a partida de três sets e durou duas horas e meia. Ela superou o recorde da temporada passada, nunca tendo passado da segunda rodada, o primeiro resultado desse tipo desde 2016.
Kontaveit foi a cabeça de chave na edição inaugural de seu torneio em casa, o Tallinn Open. Ela chegou à final derrotando a compatriota Kaia Kanepi nas semifinais, antes de perder para a sétima cabeça de chave Barbora Krejcíková, em dois sets. No Ostrava Open, Kontaveit entrou como defensora do título e terceira cabeça de chave, mas se retirou, depois de perder o primeiro set para a não cabeça de chave Tereza Martincová em sua primeira partida. Ela anunciou que estava encerrando sua temporada de 2022 devido a uma lesão nas costas logo depois.

### 2023: Queda no ranking, lesões nas costas, aposentadoria
Kontaveit começou sua temporada no Adelaide International (semana 1), onde foi a sexta cabeça de chave. Kontaveit enfrentou  Zheng Qinwen na primeira rodada e perdeu em três sets equilibrados; falhando em converter match points no tiebreak do set final. Na segunda semana, Kontaveit enfrentou a nona cabeça de chave Paula Badosa na primeira rodada, perdendo em dois sets. Como 16ª cabeça de chave no Australian Open, ela derrotou Julia Grabher [en] em dois sets, obtendo sua primeira vitória da temporada e a primeira desde o Tallinn Open em outubro. Na segunda rodada, ela liderou por um set e uma quebra contra a eventual semifinalista, Magda Linette, mas perdeu em três sets. Depois de se retirar contra Shelby Rogers no Abu Dhabi Open, Kontaveit teve uma pausa de dois meses por lesão. Kontaveit anunciou em sua página do Instagram que, devido ao diagnóstico de degeneração do disco lombar, ela não poderia continuar treinando em alto nível e encerrará sua carreira como tenista profissional após o Torneio de Wimbledon de 2023.
No Grand Slam londrino, inscreveu-se em simples e duplas mistas. Conseguiu superar Lucrezia Stefanini [en] na primeira rodada, no entanto, os organizadores foram muito questionados por transferir essa, que poderia ser sua última partida, para a quadra No. 6, uma quadra sem cadeiras para o público. E encerrou a carreira em simples caindo para a tcheca Marie Bouzková na segunda rodada, desta vez na quadra 18. A despedida definitiva foi ao lado de um colega báltico, o finlandês Emil Ruusuvuori [en]: perderam no primeiro desafio, em 7 de julho, para Yang Zhaoxuan e Kevin Krawietz [en]. Em novembro, ela disputou sua última partida em um evento de exibição com Ons Jabeur em seu país natal, a Estônia, na capital Tallinn.

## Finais da WTA

### Simples: 13 (5 títulos, 8 vices)
| Legenda                                |
| -------------------------------------- |
| Grand Slam (0–0)                       |
| WTA Finals (0–1)                       |
| Premier 5 & Mandatory / WTA 1000 (0–1) |
| Premier / WTA 500 (2–3)                |
| WTA International / WTA 250 (3–3)      |

| Finais por piso |
| --------------- |
| Duro (4–4)      |
| Saibro (0–3)    |
| Grama (1–1)     |
| Carpete (0–0)   |

| Resultado | V–D | Data              | Torneio                               | Categoria     | Piso       | Oponente              | Placar        |
| --------- | --- | ----------------- | ------------------------------------- | ------------- | ---------- | --------------------- | ------------- |
| Vice      | 0–1 | Abril de 2017     | Ladies Open Biel Bienne, Suíça        | International | Duro (i)   | Markéta Vondroušová   | 4–6, 6–7(6–8) |
| Campeã    | 1–1 | Junho de 2017     | Rosmalen Championships, Países Baixos | International | Grama      | Natalia Vikhlyantseva | 6–2, 6–3      |
| Vice      | 1–2 | Julho de 2017     | Ladies Open Gstaad, Suíça             | International | Saibro     | Kiki Bertens          | 4–6, 6–3, 1–6 |
| Vice      | 1–3 | Setembro de 2018  | Wuhan Open, China                     | Premier 5     | Duro       | Aryna Sabalenka       | 3–6, 3–6      |
| Vice      | 1–4 | Abril de 2019     | Stuttgart Open, Alemanha              | Premier       | Saibro (i) | Petra Kvitová         | 3–6, 6–7(2–7) |
| Vice      | 1–5 | Agosto de 2020    | Palermo International, Itália         | International | Saibro     | Fiona Ferro           | 2–6, 5–7      |
| Finalista | 1–6 | Fevereiro de 2021 | Grampians Trophy, Austrália           | WTA 500       | Duro       | Ann Li                | Cancelado     |
| Vice      | 1–7 | Junho de 2021     | Eastbourne International, Inglaterra  | WTA 500       | Grama      | Jeļena Ostapenko      | 3–6, 3–6      |
| Campeã    | 2–7 | Agosto de 2021    | Cleveland Open, Estados Unidos        | WTA 250       | Duro       | Irina-Camelia Begu    | 7–6(7–5), 6–4 |
| Campeã    | 3–7 | Setembro de 2021  | Ostrava Open, República Tcheca        | WTA 500       | Duro (i)   | Maria Sakkari         | 6–2, 7–5      |
| Campeã    | 4–7 | Outubro de 2021   | Kremlin Cup, Rússia                   | WTA 500       | Duro (i)   | Ekaterina Alexandrova | 4–6, 6–4, 7–5 |
| Camepã    | 5–7 | Outubro de 2021   | Transylvania Open, Romênia            | WTA 250       | Duro (i)   | Simona Halep          | 6–2, 6–3      |
| Vice      | 5–8 | Novembro de 2021  | WTA Finals, México                    | WTA Finals    | Duro       | Garbiñe Muguruza      | 3–6, 5–7      |

## Junior Grand Slam finais

### Simples
| Resultado | Ano  | Campeonato | Piso | Oponente          | Placar   |
| --------- | ---- | ---------- | ---- | ----------------- | -------- |
| Vice      | 2012 | US Open    | Duro | Samantha Crawford | 5–7, 3–6 |